# Марія Віфінська
Марія Віфінська, Свята Марина — ранньохристиянська свята VI століття, що проживала у області Віфінія (зараз Туреччина). Її день пам'яті відзначається 25 лютого (12 лютого за старим стилем).

## Життєпис
За легендою, коли її батько Євгеній, після смерті дружини вирішив піти до монастиря, донька не захотіла з ним розставатися, і Євгеній взяв її з собою, перевдягнену в чоловіче вбрання. Марія назвала себе ім'ям Марин і жила монашим життям як чоловік. Одного разу, коли Марин поїхав за продуктами, йому довелося заночувати у трактирі. Там його побачила донька хазяїна трактиру, яка незадовго до цього завагітніла, не будучи одруженою. Вона звинуватила Марина у тому, що він звабив її, і її тато повідомив про це ігумена монастиря. Марина не стала розкривати таємницю своєї біологічної статі, яка могла б легко довести обман. Замість цього вона прийняла кару за злочин, якого не скоювала, і стала жити жебрацьким життям біля стін монастиря з хлопчиком, названим сином. Через три роки (згідно інших джерел, п'ять) такого життя Марину дозволили повернутись у монастир. Ще за три роки Марин помер, і під час підготовки тіла до поховання його біологічна стать все ж була розкрита, і стало зрозуміло, що звинувачення були безпідставними. Жінці, що звела наклеп на Марина, довелося каятися у своїх гріхах і просити вибачення у вже загиблої Марії.
Свята Марія Віфійська належить до популярного у середньовіччі класу святих-трансгендерів (монахинь-трансвеститів) — жінок, що ставали монахами під чоловічим ім'ям.
Найдавніші відомі манускрипти, що описують життя святої Марії, були написані у X столітті, а сама історія була створена, ймовірно, між початком шостого і серединою сьомого століття.
Святу Марію у західній традиції називають святою Мариною, і пов'язують це ім'я з іншою святою-трансгендером, Пелагією (латинське ім'я Марина має те ж значення, що грецьке Пелагія).